# Relation de la Chine et de l'Inde (manuscrit arabe)
Ne doit pas être confondu avec Relations entre la Chine et l'Inde.
La Relation de la Chine et de l'Inde (Aḥbār aṣ-Ṣīn wa l-Hind ou  Akhbâr aç-Çin) est un ouvrage en langue arabe, daté de 851 et complété vers 910, compilant les informations connues des Arabes et des Persans concernant la Chine et l'Inde au ixe siècle. Il est parvenu jusqu'à nous sous forme d'un seul manuscrit conservé à la Bibliothèque nationale de France.
Ce document de grande valeur historique, et source pour beaucoup de géographes arabes postérieurs, est souvent appelé les « Voyages du marchand Soleyman » (ou Soliman, Solaïman, Sulaymân, etc.), attribution commode mais discutable.

## Histoire du manuscrit

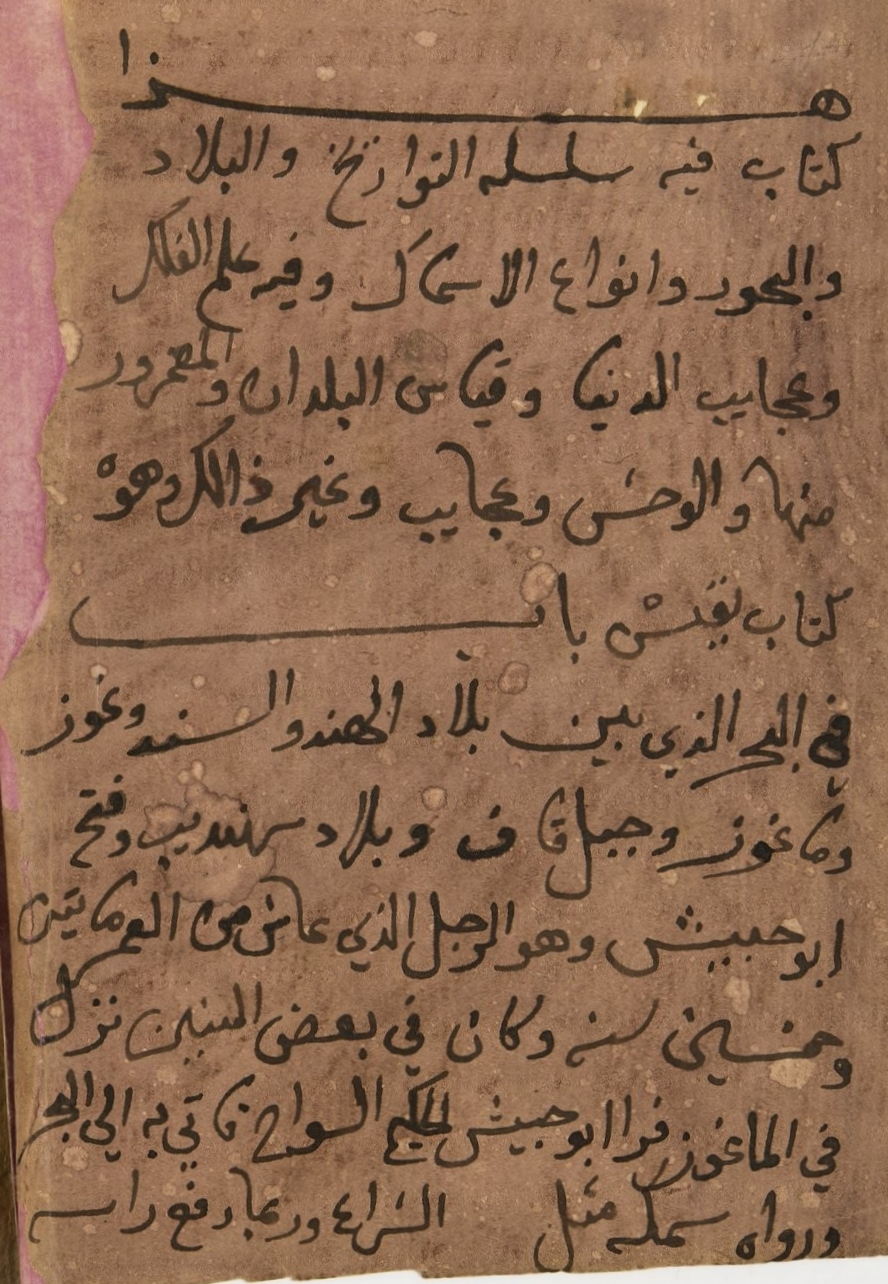
Première page du manuscrit de la Relation de la Chine et de l'Inde

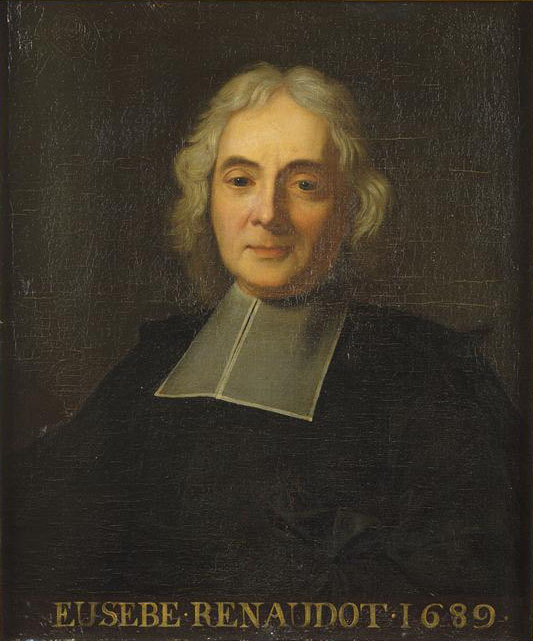
Eusèbe Renaudot, découvreur et premier traducteur de la Relation

Le manuscrit de la Relation de la Chine et de l'Inde se trouvait dans la bibliothèque de Colbert. D'où venait-il antérieurement est inconnu, sinon que ce manuscrit paraît avoir été copié à la fin du xiie siècle et qu'il est entré dans la bibliothèque de Colbert en 1673. Il n'y a pas d'autre copie connue, ni en Orient ni en Occident. Le manuscrit lui-même indique provenir d'une copie faite vers 910 d'un original rédigé en 851 (voir ci-dessous Contenu).
D'abord remarqué chez un des héritiers de Colbert, le comte de Seignelay, le manuscrit est publié en traduction française au début du xviiie siècle par Eusèbe Renaudot, d'où il est retraduit en anglais. Ensuite le manuscrit est retrouvé par Joseph de Guignes en 1764 à la Bibliothèque royale, devenue depuis la Bibliothèque nationale de France.
Au xixe siècle, le texte arabe est imprimé par les soins de Louis-Mathieu Langlès mais sans être publié : il reste jusqu'en 1824 dans les magasins de l'Imprimerie royale. Il n'est édité qu'en 1845 par Joseph Toussaint Reinaud, accompagné d'une traduction française, suivi l'année suivante d'une analyse critique par Charles Defrémery qui contribue à son succès auprès des orientalistes d'Europe.
Au xixe siècle, deux nouvelles traductions sont données, en 1922 par Gabriel Ferrand, et en 1948 pour la première partie seulement par Jean Sauvaget.

## Contenu
Le manuscrit comporte une lacune entre les folios 5 et 6 et il manque au début des feuillets, ce qui rend difficile l'attribution de l'œuvre.
L'ouvrage comporte deux parties. La première, souvent attribuée au « marchand Solaïman », décrit, à partir de Siraf sur la côte iranienne du Golfe Persique, : la route maritime qui va du golfe d'Oman vers l'Extrême-Orient, les mœurs et coutumes des Chinois, les divisions politiques de l'Inde, les mœurs des Hindous, et compare finalement la Chine et l'Inde, les Chinois et les Hindous. 
La seconde partie est un ajout plus tardif, revendiqué par Abou Zaïd de Siraf, qui compile diverses observations sur la Chine et l'Inde. On suppose cette seconde partie faite vers 910, selon un renseignement de Massoudi sur son auteur : « Abou-Zeïd [Hassan] Mohammed, fils de Iezid, originaire de Siraf, cousin de Mezid Mohammed, fils d'Ebred, fils de Bestacha, gouverneur de cette même ville, homme d'expérience et de discernement, causant avec moi, Maçoudi, à Basrah où il était venu se fixer l'an 303 (916)... »
Abou Zaïd commence par dater le début de la rédaction de la première partie : « J'ai vu que ce livre avait été composé dans l'année 237 (851 de J.-C.) ». Il évoque ensuite les massacres de Guangzhou qui ont porté un coup d'arrêt au commerce avec la Chine, en 878-879, à la fin de la dynastie Tang, et confirme incidemment la présence d'un grand nombre de chrétiens en Chine au ixe siècle. Il décrit ensuite en Chine des mœurs, un mode d'exécution des condamnés, la réglementation pour les prostituées, la monnaie de cuivre, l'enduit des murs des maisons et les incendies, les eunuques fonctionnaires, la finesse des soies, l'adresse des artisans, etc. 
L'ensemble n'est pas présenté avec régularité. Le texte paraît compiler des témoignages de divers informateurs, voyageurs ou marins.
Un résumé en est donné par Jules Verne (sauf qu'il fait partir de Bassorah et non de Siraf).

## Portée et usages
La Relation de la Chine et de l'Inde est une source exceptionnelle pour évaluer l'état des connaissances géographiques dans les années 850, à la haute époque du Califat de Bagdad.

« (Elle) offre un intérêt historique hors de pair qu'aucun autre texte aujourd'hui connu ne peut lui disputer : antérieure de quatre siècles et demi à Marco Polo, elle nous livre les plus anciens souvenirs de voyage en Chine qui nous aient été conservés. »

Son texte a été plagié par des auteurs arabes durant de nombreux siècles,, notamment par Massoudi dans ses Prairies d'Or et même, semble-t-il, Edrisi. La qualité de ses informations se démarque des « fables et absurdités » que d'autres auteurs arabes rapportaient. 
Sa forme se signale par une « simplicité qui n'est pas ordinaire chez les Orientaux » et plaide pour sa véracité ; Sauvaget estime qu'il est l'un des tout premiers textes de géographie arabe, et qu'il « ne doit rien à personne ». Quant à sa véracité, il confirme le jugement favorable de Renaudot que Quatremère et Ferrand avaient écorné. « Ces qualités sont dues pour une part à la forme même de l'ouvrage qui reproduit de première main, et selon leurs propres termes, des récits de témoins oculaires, sans intervention d'intermédiaires capables de les dénaturer ». La Relation est aussi plus fiable que celle des auteurs qui, recopiant des informations vieilles d'un siècle ou deux, ne donnent « dans la plupart des cas, que des indications anachroniques ». 
En Europe au xixe siècle, après la publication bilingue de Reinaud, lorsque la géographie positive prend son essor, que l'Inde est gouvernée par les Britanniques et que la Chine commence à s'ouvrir au monde, de nombreux ouvrages citent la Relation de la Chine et de l'Inde. Guillaume Pauthier, dans son commentaire du Livre de Marco Polo le cite une dizaine de fois. Pour son édition anglaise du même livre, Henry Yule le cite aussi fréquemment. Quant à Jules Verne, il le résume dans un de ses livres.

## Auteur: "le marchand Solaïman"?

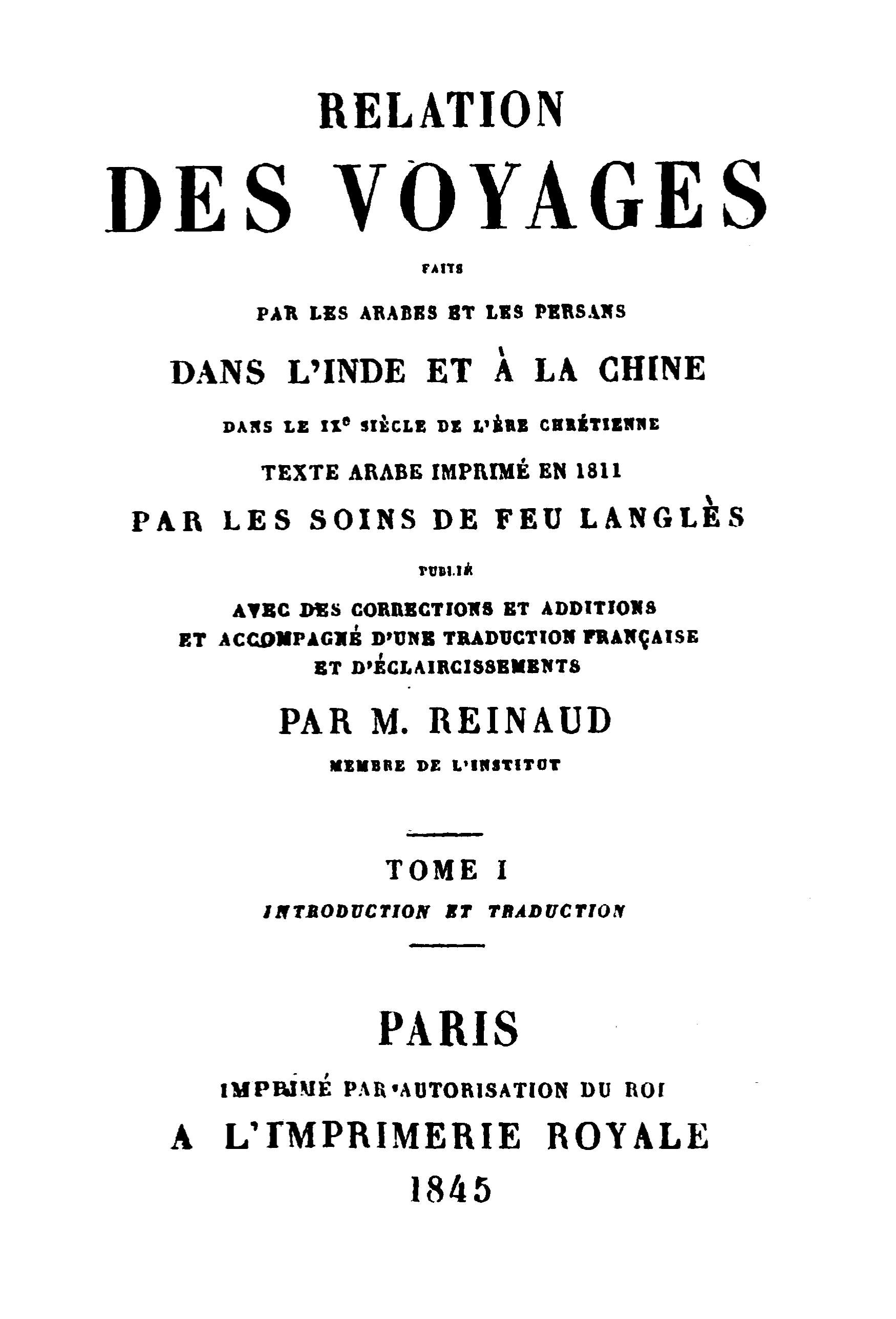
Page de titre de la Relation éditée par Reinaud en 1845

L'attribution de la paternité de la première partie de la Relation à Solaïman repose sur cette seule mention : « Le marchand Solaïman rapporte qu'à Canton, qui est le point de rassemblement des commerçants, il y a un homme musulman que le chef des Chinois a investi du pouvoir de trancher les conflits entre les musulmans qui se rendent dans cette région ». 
C'est la seule mention de ce personnage, dont rien n'est dit sinon qu'il est un marchand, sa nationalité n'étant pas même précisée (Persan ? Arabe ? Juif ?). Ensuite le récit dit « on rapporte que... on rencontre... nous arrivons à... nous faisons... » et ne mentionne plus Solaïman. Cette circonstance, et le fait que la Relation égraine des informations peu reliées entre elles, a fait douter que ce Solaïman ait été autre chose que l'un des informateurs d'un écrivain anonyme. Sauvaget s'en explique longuement. D'autres avant lui avaient émis des doutes.
Opinion de Reinaud : « on aurait tort de conclure de là (la mention de son nom) que Soleyman lui-même est l'auteur de la relation ; on lit dans les remarques qui accompagnent la première partie, que la rédaction a été faite d'après ses récits. »
Opinion de Yule : « Je penserais plutôt que ce livre est une compilation de notes prises par l'auteur de sa propre expérience lors d'un voyage en Inde, et de ce qu'il a rassemblé venant d'autres gens qui ont visité la Chine, dont parmi eux Suleiman ».
Opinion de Pelliot : « Je ne suis pas sûr que Reinaud et M. Ferrand n'aient pas indûment grandi le rôle du marchand Solaïman... Ni Abou-Zaïd, ni peu après lui al-Masoudi ne nomment Solaïman... Cette unique mention est à peu près du même ordre que les "On rapporte que..." ou les "On dit que…" ; ce n'est pas une signature d'auteur. Il serait singulier que l'auteur s'annonçât ou fût annoncé ainsi à la troisième personne au milieu même du livre, alors que plusieurs passages y sont à la première personne... Qu'on ajoute l'incohérence de celle première partie, qui a bien l'air faite de pièces et de morceaux ».
Conclusion de Sauvaget : « Diverses raisons conduisent à récuser l'attribution de la Relation entière au marchand Solaïman et à ne voir en lui que l'un des informateurs questionnés (par l'auteur anonyme) ».
Il est donc prudent de s'en tenir à l'idée que « le marchand Solaïman » est une sorte de nom collectif, commode pour la bibliographie occidentale, mais que les géographes arabes, qui lui ont beaucoup emprunté, n'ont jamais nommé ; Massoudi ne nomme qu'Abou Zaïd, l'auteur de la seconde partie (voir ci-dessus).